# Christian Mohn
Christian J. Mohn (* 20. April 1926; † 4. Januar 2019) war ein norwegischer Skispringer und späterer Skisportfunktionär. Von 1978 bis 1980 war er Präsident des Norwegischen Skiverbandes.

## Werdegang
Mohn, der für den IL Heming startete, bekam nach guten nationalen Leistungen den Platz des Ersatzspringers bei den Olympischen Winterspielen 1948 in St. Moritz. Er kam jedoch nicht zum Einsatz. Zwei Jahre später bei der Nordischen Skiweltmeisterschaft 1950 in Lake Placid verpasste er nur knapp eine Medaille und wurde von der Normalschanze Vierter. Vier Jahre später bei der Nordischen Skiweltmeisterschaft 1954 in Falun sprang er auf 70,5 und 73 Meter und landete damit auf dem 20. Platz.
Nach dem Ende seiner aktiven Karriere war er als Funktionär aktiv. So war er von 1978 bis 1980 Präsident des Norwegischen Skiverbandes (norwegisch Norges Skiforbund). Von 1979 bis 1982 war er Mitinhaber des Dr. Holms Hotels in Geilo.